# Onychodictyon
Genre
Onychodictyon est un genre de « vers cuirassés » du Cambrien inférieur découvert en Chine dans les schistes de Maotianshan (Yunnan, xian de Chengjiang).

## Systématique
Le genre Onychodictyon a été créé en 1991 par les paléontologues Hou Xianguang (d), Lars Ramsköld (d) & Jan Bergström (d),.

## Présentation

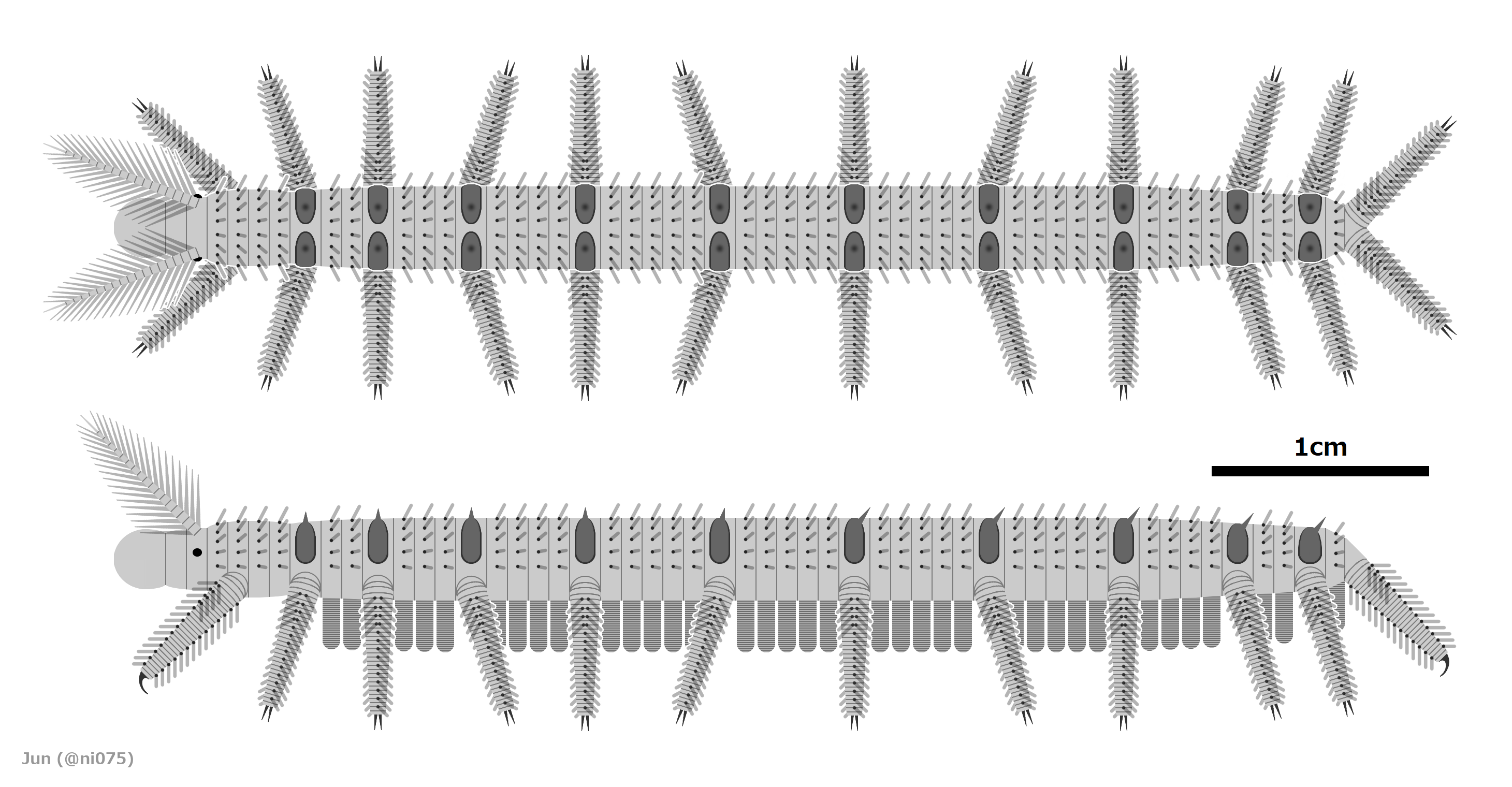
Restitution d’Onychodictyon ferox : ce dessin n'est pas paléoartistique car il ne comporte pas d’éléments imaginaires (comme les couleurs) mais diagrammatique car il expose strictement les formes fossiles.

Son corps segmenté et ses pattes non segmentées tronquées le placent dans l'embranchement des Lobopodiens, qui comprend plusieurs autres animaux segmentés et nageurs libres comme Microdictyon, Cardiodictyon (en), Luolishania et Paucipodia.
La longueur maximale d’Onychodictyon est de 70 mm et il possède une tête sclérotisée et dix paires de plaques scléritiques. Chaque patte (lobopode) semble avoir des griffes incurvées ont pu permettre à Onychodictyon de s’accrocher à d’autres organismes. Il semble que les sclérites d’Onychodictyon muaient, certains spécimens présentant des plaques parfaitement jointes à partir de mues successives.

## Liste d’espèces
- † Onychodictyon ferox Hou, Ramsköld & Bergström, 1991 - l'espèce type qui a une paire d’« antennes » sur la « tête » et onze paires de pattes ;
- † Onychodictyon gracilis Liu et al., 2008 - dont l’extrémité avant est émoussée et n’a pas d’appendices, mais qui a douze paires de membres[3]

## Publication originale
- (en) Hou Xianguang, Lars Ramsköld et Jan Bergström, « Composition and preservation of the Chengjiang fauna –a Lower Cambrian soft-bodied biota », Zoologica Scripta, Wiley-Blackwell, vol. 20, no 4,‎ octobre 1991, p. 395-411 (ISSN 0300-3256 et 1463-6409, DOI 10.1111/J.1463-6409.1991.TB00303.X).